# Gran Taca Fosca

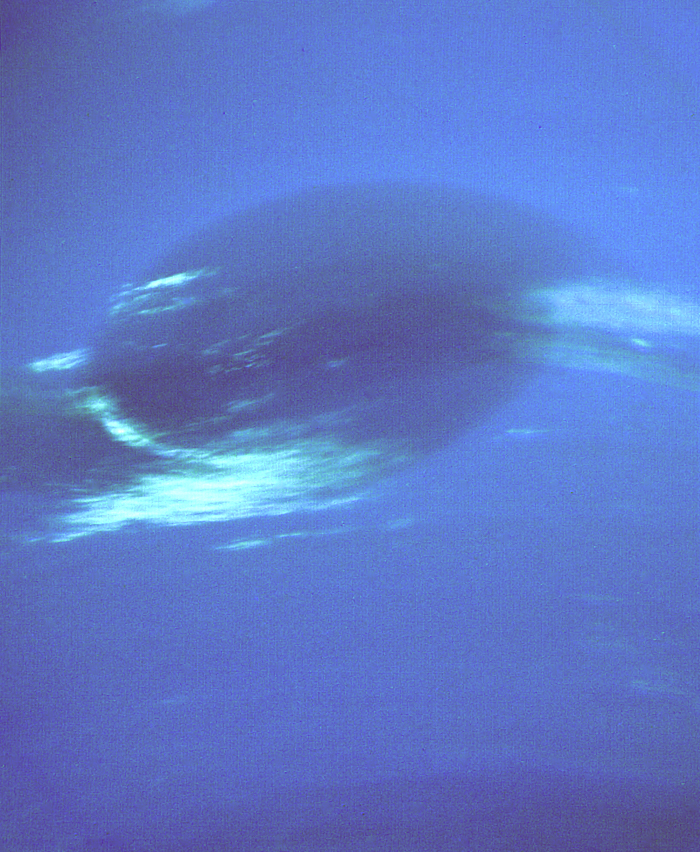
La Gran Taca Fosca, vista per la Voyager 2.

La Gran Taca Fosca (també coneguda com a GDS-89) és el nom que van rebre una sèrie de taques fosques a Neptú, amb una aparença similar a la Gran Taca Vermella de Júpiter. La Voyager 2 de la NASA en va observar una per primer cop el 1989. Com la taca de Júpiter, són tempestes anticiclòniques. Tanmateix, la seva durada és molt menor, de manera que es forma i desapareix cada pocs anys (contràriament a la Gran Taca Vermella que ha durat centenars d'anys). Tenia unes dimensions inicials de 13.000 × 6.600 km, com la Terra.